# Zdzisław Rychlewicz
Zdzisław Rychlewicz (ur. 1952) – polski koszykarz, występujący na pozycji obrońcy, multimedalista mistrzostw Polski.

## Osiągnięcia

### Drużynowe
- Wicemistrz Polski (1987)
- Brązowy medalista mistrzostw Polski (1983)

### Reprezentacja
- Uczestnik mistrzostw Europy U–18 (1972 – 10. miejsce)[1]